# Cytotoxische T-cel

De aanwezigheid van antigeen stimuleert de omzetting van T-cellen naar "cytotoxische"- (CD8+)-T-cellen of "helper"- (CD4+)-cellen.

Een cytotoxische T-cel, ook wel TC, CTL, CD8+ of killer T cell, behoort tot de subgroep van T-lymfocyten (een type witte bloedcel) en is in staat de dood in gang te zetten van geïnfecteerde somatische cellen of tumorcellen. TC zorgt ervoor dat cellen, geïnfecteerd met virussen of andere pathogenen, worden gedood (apoptose) of onschadelijk worden gemaakt.
Een cytotoxische T-cel differentieert uit naïeve T-cellen (thymocyten) in de thymus, nadat deze worden geactiveerd. Het behoort tot de specifieke immuniteit. De thymocyten zijn oorspronkelijk afkomstig van het beenmerg en verlaten deze onvolwassen. Het merendeel van de thymocyten zijn alfa:beta thymocyten, maar er zijn ook gamma:delta T-cellen. Het verschil tussen beide is tot op heden niet duidelijk en niet wetenschappelijk verklaard.
Na het differentiëren verlaten de CD8+ T-cellen de thymus om vervolgens rond te circuleren in het bloed en lymfe. De CD8+ T-cel reageert op een infectie door aan de geïnfecteerde menselijke cellen te gaan binden via peptide:MHC klasse I moleculen (zie ook CD4 T-cel) en deze te vernietigen door apoptose. Daartoe moeten dus pathogenen zoals bacteriën en/of virussen een menselijke cel eerst besmetten. Veelal zijn macrofagen en andere niet-specifieke immuunsysteem cellen, zoals neutrofielen het slachtoffer van deze pathogenen en worden deze vernietigd door de CD8 T-cellen.
De cytotoxische T-cellen kunnen geïnfecteerde cellen door direct cel-celcontact vernietigen door middel van cytolyse, met behulp van zogenaamde perforinen. Perforinen zorgen er voor dat het celmembraan van de geïnfecteerde cel kapot gaat, dit leidt tot lyses.